# Portal de Gombrèn
Portal de Gombrèn és una obra del municipi de Gombrèn (Ripollès) inclosa en l'Inventari del Patrimoni Arquitectònic de Catalunya.

## Descripció
El 28 de gener de 1376, l'abat a Ramon, de la comunitat de Sant Joan de les Abadesses compra el castrum de Blancafort et vallem Gonzem. Feia quasi un segle del 30 d'abril de 1278, quan Blanca de Mataplana, o d'Urg, decidí fer forziam et populatrionem novam in villam et locum qui de Gomsen.Tothom qui acudís a poblar a la forcia et villa de Gomsen restava enfranquit de questia, tola et força et opera; ab omni ademprivi et exorquia et intestia, arsina, etc. La declaració constitueix l'acta de naixement del poble de Gombrèm.

## Història
Podem apreciar que el topònim Gombrèn s'origina d'un nom personal quan, l'any 987, els homines de Gumesindo, per mitjà d'un seu representant, testificaren davant d'un tribunal del comte de Cerdanya i Besalú. Am posterioritat, el 1246, hi ha esment del «valle de Gomsen», en una venda feta pel rei Jaume I el Conqueridor als esposos Galceran d'Urg i Blanca. Al testament de Ramon d'Urg., senyor de Mataplana, el 1297, consta el senyoriu que té damunt «de Gomsen». L'any abans, el testador disposava que els homes dels masos de l'endret només haguessin de fortificar o reparar el castell de Blancafort i el propi lloc o vila de Gomsèn. El darrer terç del segle xiv, la vall, amb la vila, «de Gomzem» fou venuda pel senyor de Mataplana, Jaume Roger de Pallars, al noble Pere Galceran de Pinós, qui ho vengué a St. Joan de les Abadesses.